# Rajko Perušek
Rajko Perušek, slovenski jezikoslovec, pisatelj, prevajalec in bibliograf, * 7. januar 1854, Ljubljana, † 25. februar 1917, Dunaj.

## Življenjepis
Rodil se je kot Rajmund Perušek očetu Karlu in materi Jožici (rojena Sampfel). Perušek je leta 1879 v Gradcu diplomiral iz slavistike in klasične filologije. Bil leta 1878 udeleženec avstrijske zasedbe Bosne in od leta 1880 do 1882 poučeval na novoustanovljeni realni gimnaziji v Sarajevu. V tem času je zbiral gradivo za svoje etnografske in leposlovne črtice. Nato je od 1882 do 1890 poučeval na gimnazji v Novem mestu, ter nato do 1910 v Ljubljani.

## Delo
Perušek je leta 1883 oskrbel ponatis Krajnske čbelice ter objavil nekaj prevodov Sofokleja in Njegoša (Gorski venec) in si prizadeval za izboljšanje bibliografskih objav in pripravil letne bibliografije Slovenske matice za obdobje od leta 1894 do 1899. Kot zagovornik približevanja južnoslovanskih jezikov je v Ljubljanskem zvonu poročal o kulturnih dogodkih pri Hrvatih in Srbih v beograjski Istri pa o slovenskem kulturnem dogajanju.
Med Peruškovimi jezikoslovnimi spisi so pomembnejši: Zloženke v novej slovenščini (1890) in Beiträge zur Etymologie slovenischer Wörter und zur slovenischen Fremdwörterkunde (Archiv für slavische Philologie, 1912), ter polemična brošura »Bravec« ali »bralec« ? (Dunaj, 1899) ob izidu Slovenskega pravopisa F. Levca.